# دوقية تريدنتوم

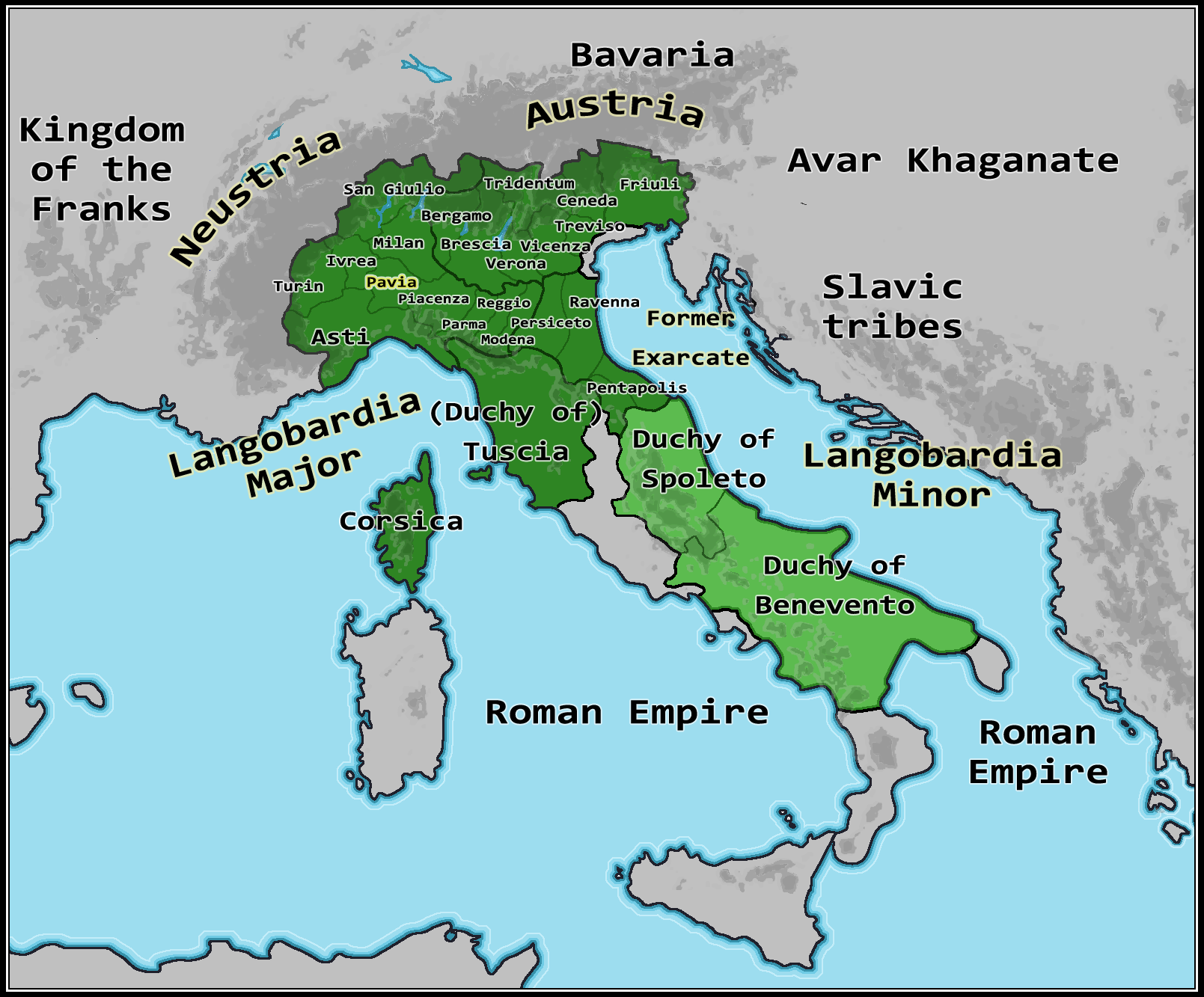
خريطة لمملكة إيطاليا اللومباردية والمناطق المحيطة بها حوالي عام 740 ، تُظهر "جزأين" رئيسيين (لانغوبارديا مايور ومينور) وتقسيماتها الداخلي.

كانت دوقية تريدنتوم دوقية لومباردية مستقلة أنشأها إوين خلال فترة خلو العرش اللومباردي 574-584 التي أعقبت اغتيال ألبوين ملك اللومبارد. كان معقل إوين مدينة تريدنتوم الرومانية في وادي أديجي العلوي في سفوح جبال الألب في شمال إيطاليا، حيث كانت الدوقية واحدة من تخوم مملكة اللومبارد في إيطاليا.